# Eleleis crinita
Eleleis crinita is een spinnensoort in de taxonomische indeling van de Prodidomidae.
Het dier behoort tot het geslacht Eleleis. De wetenschappelijke naam van de soort werd voor het eerst geldig gepubliceerd in 1893 door Eugène Simon.